# Maria Omberg
Maria Omberg, född 18 januari 1995 i Luleå, är en svensk professionell ishockeymålvakt som spelar för Luleå HF/MSSK i Svenska damhockeyligan.

## Meriter (i urval)
- 2017/2018 - SM-guld med Luleå HF/MSSK
- 2015/2016 - SM-guld med Luleå HF/MSSK
- 2012/2013 - JVM-brons med Sveriges juniorlandslag